# راندي كلارك
راندي كلارك (بالإنجليزية: Randy Clark)‏ هو لاعب كرة قدم أمريكية أمريكي، ولد في 27 يوليو 1957 في شيكاغو في الولايات المتحدة.